# Município de Walnut (condado de Pickaway, Ohio)
O município de Walnut (em inglês: Walnut Township) é um município localizado no condado de Pickaway no estado estadounidense de Ohio. No ano de 2010 tinha uma população de 2.809 habitantes e uma densidade populacional de 26,61 pessoas por km².

## Geografia
O município de Walnut encontra-se localizado nas coordenadas 39° 41′ 29″ N, 82° 53′ 52″ O. Segundo o Departamento do Censo dos Estados Unidos, o município tem uma superfície total de 105.56 km², da qual 105,27 km² correspondem a terra firme e (0,27 %) 0,29 km² é água.

## Demografia
Segundo o censo de 2010, tinha 2.809 habitantes residindo no município de Walnut. A densidade populacional era de 26,61 hab./km². Dos 2.809 habitantes, o município de Walnut estava composto pelo 98,36 % brancos, o 0,11 % eram afroamericanos, o 0,11 % eram amerindios, o 0,57 % eram asiáticos, o 0,21 % eram de outras raças e o 0,64 % eram de uma mistura de raças. Do total da população o 0,96 % eram hispanos ou latinos de qualquer raça.